# Lounis Menguellet
Lounis Aït Menguellet (17 de janeiro de 1950), é um cantor berbere da Argélia, que canta na língua berbere (variante cabila). Nasceu em Ighil Bouammas, na província de Tizi Ouzou. Menguellet é um dos artistas mais populares e carismáticos da cena musical contemporânea de cabila.
É um poeta-músico que se tornou um símbolo das exigências de reconhecimento de cabila. Cabila foi o cenário para muitos confrontos ferozes. Embora as músicas de Lounis sejam frequentemente sobre cabila, sua história e seu atual sofrimento e miséria, ele é sempre rápido em afirmar que ele não é um político e não se envolve na política. No entanto, poucos podem negar a influência política de suas músicas ou suas mensagens políticas, às vezes muito mordaz e crítica.
Muitos críticos da carreira de Lounis Aït Menguellet gostam de vê-lo como duas partes distintas, sendo essa é uma visão geralmente aceita. A primeira parte é vista como centrada na produção de canções de amor e nostalgia. Muitas vezes há referências a um amor perdido. As músicas tendem a ser mais curtas dentro deste tema. São exemplos de músicas típicas a Thalt Ayam (Três dias) e Tayri (Amor). A segunda parte de sua carreira caracteriza-se por músicas mais longas que exigem leitura e interpretação próximas - por exemplo, Akw nikhdaa rebbi (Ser Amaldiçoado).

## Poesia
Apesar de Lounis continuar a cantar sobre a situação de cabila, sua poesia tem universalidade que o transporta além da música de protesto típica para algo muito mais duradouro. Ele fala de situações e conflitos que são muito familiares para aqueles que estão fora de cabila. Ele incorpora o folclore em suas canções, usando as tradições do passado para fazer comentários sobre o estado da sociedade. Por exemplo, em turnê na Turquia ele usou a história de Ali e de Ogreja para expressar-se sobre a natureza do amor.

## Discografia
| Year | Kabyle Title                  | French Title                           | English Translation        |
| ---- | ----------------------------- | -------------------------------------- | -------------------------- |
| 1975 | Telt yam                      | Trois jours                            | Três Dias                  |
| 1976 | Anida teğğam mmi              | Où avez-vous laissé mon fils           | Onde deixas-te o meu filho |
| 1977 | Amajahad                      |                                        |                            |
| 1978 | Aεṭar                         |                                        |                            |
| 1979 | Ay agu                        |                                        |                            |
| 1981 | A lmus-iw                     | Mon sabre                              | A minha espada             |
| 1982 | Eṭes eṭes                     | Dors, dors                             | Dorme, Dorme               |
| 1983 | A mmi                         | Mon fils                               | Meu filho                  |
| 1984 | Eğğet-iyi                     | Laissez-moi                            | Deixa-me                   |
| 1986 | Asefru                        | Le poème                               | O Poema                    |
| 1987 |                               | Les années d'or                        | Os Anos Dourados           |
| 1989 | Acimi                         | Pourquoi ?                             | Porquê?                    |
| 1990 | Avriḍ n ṭemzi (tirga n ṭemzi) | Chemin de jeunesse (rêves de jeunesse) | Sonhos de Juventude        |
| 1992 | A kwen-ixḍaε Rebbi            | Que Dieu vous maudisse                 | Ser Amaldiçoado            |
| 1993 | Awal                          | Mot                                    | Palavra                    |
| 1995 | Imining g iḍ                  | Le Voyageur de Nuit                    | Viajante da Noite          |
| 1997 | Siwel-iyi-d tamacahut         | Raconte-moi une histoire               | Conta-me uma história      |
| 1999 | Inagan (Tiregwa)              | Témoins (Ruisseaux)                    | Testemunha                 |
| 2002 | Inasen                        | Dis leur                               | Diz-lhes                   |
| 2005 | Yenna-d wemγar                | Le sage a dit                          | O Sábio Disse              |
| 2010 | Tawriqt Tacevhant             | La Feuille Belle                       | A Bela Folha               |